# روكا سوسيلا (بافيا)
روكا سوسيلا (بالإيطالية: Rocca Susella)‏ هي بلدة تقع في مقاطعة بافيا بإقليم لومبارديا في شمال إيطاليا. تبلغ مساحة هذه المدينة 12.9 (كم²)، وترتفع عن سطح البحر م، بلغ عدد سكانها 238 نسمة في عام 2004 حسب إحصاء المعهد الوطني للإحصاء.

## السكان
في سنة 1861 بلغ عدد السكان 725 نسمة، وتطور العدد ليصل في سنة 2011 لـ 234 نسمة.
يظهر هذا المخطط البياني تطور النمو السكاني لـ روكا سوسيلا (بافيا)